# The Wandering Musician
The Wandering Musician è un cortometraggio muto del 1912 diretto da George Melford e prodotto dalla Kalem Company. Distribuito in sala dalla General Film Company il 9 agosto 1912, il film era interpretato da Carlyle Blackwell e da Alice Joyce.

## Trama
La piccola Evelyn, con i genitori fuori casa, invita un vecchio musicista dentro casa. L'uomo comincia a raccontarle la storia della sua vita.
Lo vediamo come un giovanotto promettente, sposato  e padre felice. Dopo una festa a casa, la moglie si ritira in camera da letto, mentre lui si intrattiene ancora con un amico. Costui gli fa promettere che parteciperà il giorno dopo a una battuta di caccia. Rimasto solo, il musicista si mette a pulire il fucile, ma gli parte un colpo che, attraverso la parete, colpisce la moglie, uccidendola. Impazzito per il dolore, il musicista viene chiuso in manicomio. Uscitone dopo vent'anni, per prima cosa va alla ricerca della propria casa, senza trovare più alcuna traccia della figlia.
Mentre sta finendo il suo racconto, si apre la porta e appare la madre di Evelyn che esclama: "Padre, non mi riconosci? Sono tua figlia!"

## Produzione
Prodotto dalla Kalem Company, il film venne girato a Glendale, in California.

## Distribuzione
Distribuito in sala dalla General Film Company che fece uscire nelle sale il 9 agosto 1912 il film, un cortometraggio in una bobina. Una copia della pellicola è reperibile a Londra, al National Film and Television Archive